# Slatna
Slatna je gručasto naselje v Občini Radovljica. Leži ob vznožju Dobrče na obeh straneh ceste Begunje-Tržič. Nad vasjo so vidne razvaline gradu Glanz (kasneje Gutenberg), katerega lastniki so bili grofje Lambergi.

## Zgodovina naselja
Slatna se prvič omenja skupaj z vasema Otok in Gorica v listini z datumom 1326, julij 24, ki je najverjetneje bila izdana na Lipniškem gradu. Izstavitelj listine je bil Ulrik Geslecht, ki je hčeri Greti dal pet kmetij.
V Slatni je nemški okupator v 2. svetovni vojni usmrtil prve 4 talce na Gorenjskem.

## Grad Glanz (Novi Gutenberg)
Severozahodno nad sedanjo vasjo je v srednjem veku stal kompleks grajskih zgradb Glanz (ime izhaja od besede "klanec", narečno "klanc"), ki pa ni bil tipičen utrjen srednjeveški grad, pač pa le del posestva gradu Kamen. Konec 15. st. so ga Lambergi obnovili in razširili, za njih je imel posebno vrednost, zato so leta 1557 nanj prenesli ime Gutenberg, kakor se je imenoval opuščeni grad nad Bistrico pri Tržiču. A že v začetku 17. st. so tudi grad Novi Gutenberg opustili.